# Barbara Ann
„Barbara Ann“ je píseň napsaná Fredem Fassertem a zpívaná doo-wopovou vokální skupinou The Regents v roce 1961. Skladba se v žebříčku Billboard Hot 100 umístila na 13. místě.
Její nejproslulejší coververze pochází od americké skupiny The Beach Boys, která ji v roce 1965 vydala jako singl.

## Obsazení (verze The Beach Boys)
- Brian Wilson – zpěv, basová kytara
- Dean Torrence – zpěv
- Al Jardine – kytara, vokály
- Bruce Johnston – vokály
- Mike Love – vokály
- Carl Wilson – vokály, kytara
- Dennis Wilson – vokály